# Аграрный социализм
Агра́рный социали́зм — социально-экономическая политическая система, сочетающая в себе элементы самого социализма и аграрного образа жизни.
По сравнению с классическим социализмом, который в основном фокусируется на город и промышленность (опираются на централизацию и на всеобъемлющее государство), основывается на децентрализованное правительство. Аграрный социализм относится преимущественно к не индустриальному строю в экономике. Упор делается не на средства производства, а на управление, владение и использование земли, а также на коллективизм. Несмотря на то, что термин образован от идей социализма, может быть использован либералами и консерваторами.
Теория очень часто используется сторонниками утопического социализма. Первым крупным теоретиком является Сильвен Марешаль. Русские народники пропагандировали общинный социализм, полагая, что крестьянская община может стать экономической основой для перехода к социалистическому обществу, минуя капитализм. Схожие идеи высказывали Светозар Маркович в Сербии и Джулиус Ньерере в Танзании (социализм уджамаа).
Мао Цзэдун считал, что крестьянство может быть использовано в качестве революционной силы в современном обществе. Однако он всегда видел это как развитие идей марксизма-ленинизма и основывал теорию на фундаментальной марксистской идее о том, что развитие производительных сил предрасполагает к установлению коммунизма. Таким образом в XX вв. появилась теория аграрного коммунизма.
Идеология аграрного социализма ранее использовалась Аграрной партией России (до её распада в 2009 году).